# Klaus Schmidt (Pfarrer)

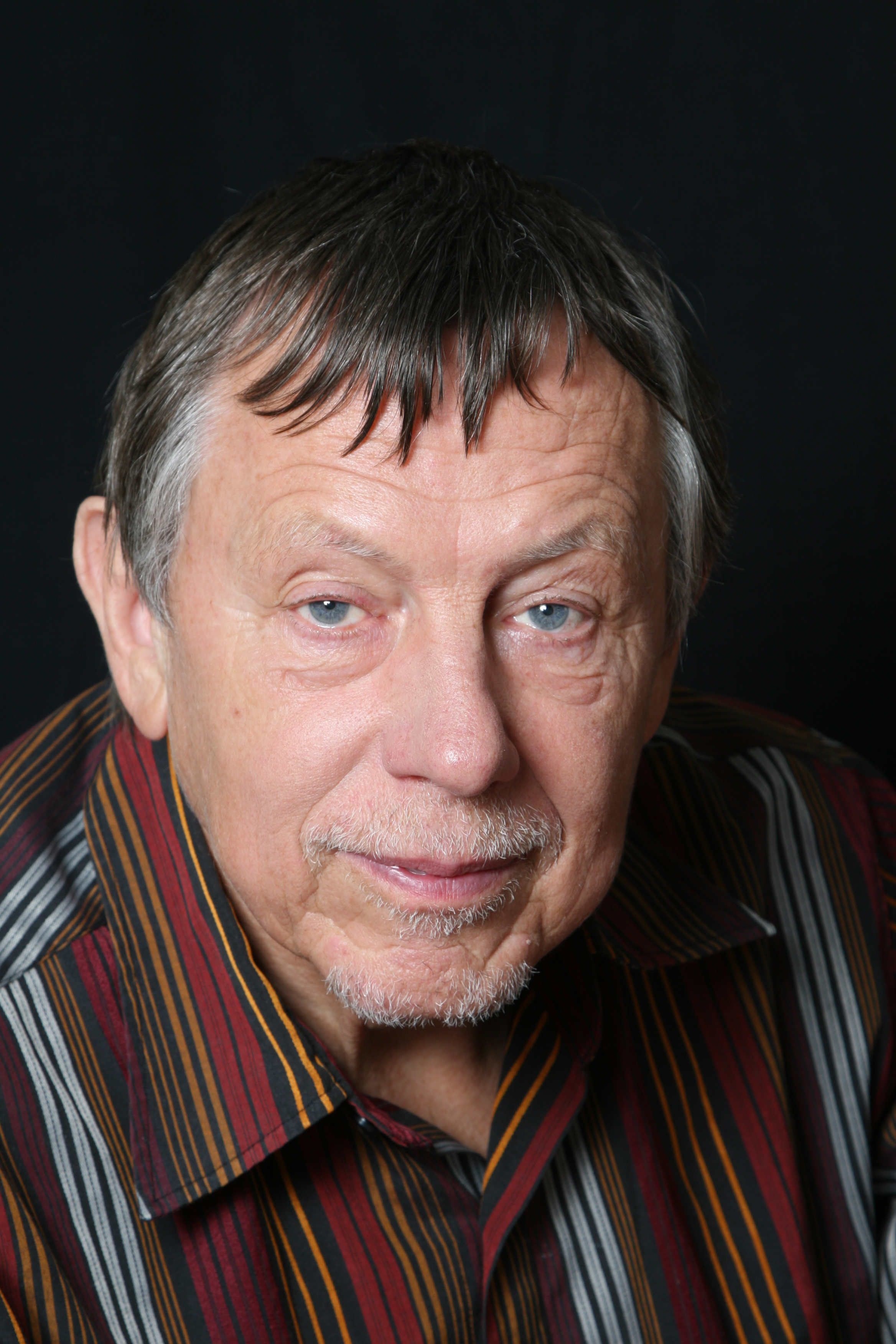
Klaus Schmidt (2011)

Klaus Schmidt (* 9. Dezember 1935 in Rheydt) ist ein deutscher protestantischer Pfarrer, Menschenrechtsaktivist, und Sachbuchautor.

## Leben

### Familie und Ausbildung
Schmidt wuchs in einer bürgerlichen Akademiker-Familie am Niederrhein auf, er überlebte den Bombenkrieg durch Evakuierung (Kinderlandverschickung) nach Schlesien, besuchte das humanistische Gymnasium in München-Gladbach und machte sein Abitur auf dem Jesuitenkolleg in Bad Godesberg. Er studierte an den Universitäten Bonn, Hamburg, Heidelberg und Göttingen. 1992 heirateten Schmidt und Ghita Gothóni, eine finnische Sängerin und Roman-Autorin.

### Beruflicher Werdegang
1961/62 war Schmidt Stipendiat des Ökumenischen Rats der Kirchen in den USA. Dortige Studien, Praktika und ein Anti-Rassismus-Training unter Martin Luther King verarbeitete er in dem Buch Religion – Versklavung und Befreiung. Ab 1965 war er Berufsschul- und Studentenpfarrer in Köln.

### Politisches Engagement
Schmidt engagierte sich in der außerparlamentarischen Opposition, unter anderem als Vorsitzender des „Republikanischen Clubs“ in Köln. In den 1970er Jahren solidarisierte sich der Studierendenpfarrer mit Teilen der Studentenbewegung und unterstützte den befreundeten pro-sandinistischen ASTA-Auslandsreferenten Enrique Schmidt-Cuadra.
Mit der Theologin Dorothee Sölle arbeitete Schmidt auch bei der Veranstaltungsreihe Politisches Nachtgebet, die von 1968 bis 1972 regelmäßig in der Kölner Antoniterkirche stattfand, zusammen und gab mit ihr zwei Bücher zum Thema Christentum und Sozialismus heraus. In den 1970er-Jahren gab es Versuche, bei der Kirchenleitung der Evangelischen Kirche im Rheinland eine Entlassung des „linksradikalen Pfarrers“ aus dem kirchlichen Dienst zu erwirken; diese scheiterten.
Aus der Partei Bündnis 90/Die Grünen trat er u. a. wegen des Einsatzes der Luftwaffe im Kosovo nach mehrjähriger Mitgliedschaft aus. Er nahm und nimmt an Aktionen des Kölner Rom e. V. und an lokalen Friedensaktivitäten teil.

### Menschenrechtsaktivist auf den Philippinen
1987/88 arbeitete Schmidt als theologischer Dozent und Menschenrechtsarbeiter auf den Philippinen. Im Auftrag des dortigen Protestantischen Kirchenrats beteiligte er sich an „Fact Finding Missions“ zur Aufdeckung blutiger Übergriffe von Militär und Paramilitärs. Das Militär entführte ihn und unterstellte ihm die Beteiligung an Guerilla-Aktionen. Wochenlang intervenierten neben der Deutschen Botschaft die rheinische Kirchenleitung, Außenminister Hans-Dietrich Genscher und zahlreiche politische und kulturelle Prominenz, darunter Schmidts Freund Günter Wallraff. Erst nach Verhandlungen vor dem philippinischen Höchsten Gericht (Supreme Court) wurde der Schmidt freigelassen. 1989 nahm er seinen Dienst in der Berufs(fach)schule wieder auf.

### Publizist
1970 bis 1992 war Schmidt Mitherausgeber und -redakteur der Zeitschrift Junge Kirche. Nach seiner Pensionierung 1994 intensivierte Schmidt seine publizistische Arbeit, die sich auf Buch-Produktionen, Vorträge, Rundfunk- und Zeitschriftenbeiträge erstreckte. Er verfasste Doppel-Biografien über rheinische Demokraten im Umkreis der Revolution von 1848/49, so zu Johanna Kinkel und Gottfried Kinkel, zu Mathilde Franziska Anneke und Fritz Anneke, über den demokratischen Arzt Andreas Gottschalk und Franz Raveaux. Zu allen Biografien präsentierte er in Köln und anderen Städten Ausstellungen. Zu einem Standard-Werk wurde seine Monographie Glaube, Macht und Freiheitskämpfe zu 500 Jahren Protestanten im Rheinland.
Neben seiner Arbeit über Geschichte und Gestalten des rheinischen Protestantismus porträtierte er den katholischen Arzt Franz Vonessen, der sich während des „Dritten Reichs“ geweigert hatte, an Zwangssterilisierungen mitzuwirken, und den ebenfalls katholischen Waisenhausdirektor Friedrich Tillmann, der als Büroleiter die NS-„Euthanasie“ mitverantwortete.
Schmidt war zudem Stadtführer der Antonitercitytours in Köln, zumeist zu den Themen seiner Publikationen, etwa Franz Vonessen.

## Auszeichnungen
2006 wurde Schmidt vom Landschaftsverband Rheinland mit dem Rheinlandtaler ausgezeichnet.

## Schriften
Monographien
- Religion – Versklavung und Befreiung. Von der englischen Reformation zur amerikanischen Revolution. Kohlhammer, Stuttgart 1978, ISBN 3-17-004712-4.
- Gerechtigkeit, das Brot des Volkes. Johanna und Gottfried Kinkel. Eine Biographie. Radius, Stuttgart 1996, ISBN 978-3-932050-10-7.
- Kanzel, Thron und Demokraten. Die Protestanten und die Revolution 1848/49 in der preußischen Rheinprovinz. Schmidt von Schwind, Köln 1998, ISBN 978-3-932050-10-7.
- Mathilde und Fritz Anneke. Aus der Pionierzeit von Demokratie und Frauenbewegung: Eine Biographie. Schmidt von Schwind, Köln 1998, ISBN 978-3-932050-14-5.
- Franz Raveaux. Karnevalist und Pionier des demokratischen Aufbruchs in Deutschland. Greven, Köln 2001, ISBN 978-3-7743-0326-3.
- Andreas Gottschalk. Jüdischer Protestant, Armenarzt und Pionier der Arbeiterbewegung. Greven, Köln 2002, ISBN 3-7743-0336-3.
- Das gefährdete Leben. Der Kölner Arzt und Gesundheitspolitiker Franz Vonessen (1892–1970). Eine Biographie. Greven, Köln 2004, ISBN 978-3-7743-0346-1.
- mit Helmut Signon (überarbeitet und aktualisiert von Klaus Schmidt): Alle Straßen führen durch Köln. Greven, Köln 2006.
- Glaube, Macht und Freiheitskämpfe. 500 Jahre Protestanten im Rheinland. Greven, Köln 2007, ISBN 978-3-7743-0385-0.
- „Ich habe aus Mitleid gehandelt.“ Der Kölner Waisenhausdirektor und NS-„Euthanasie“-Beauftragte Friedrich Tillmann (1903–1964). Metropol, Berlin 2010, ISBN 978-3-940938-71-8
- Kölns kleine Leute. Geschichten und Porträts. Greven, Köln 2011, ISBN 978-3-7743-0469-7.
- Aufstieg einer Minderheit. 500 Jahre Protestanten in Köln. Lit, Münster 2016, ISBN 978-3-643-13361-8.
- Dran bleiben – Zuversichtliche Rückblicke eines „Alt-68ers“. Lit, Berlin/Münster 2018, ISBN 978-3-643-13866-8.

Mitherausgeber und -autor
- mit Dorothee Sölle: Christentum und Sozialismus. Stuttgart 1974, ISBN 978-3-7743-0346-1.
- mit Dorothee Sölle: Christen für den Sozialismus. Bd. 1: Analysen. Stuttgart 1975, ISBN 978-3-17-002288-1.
- mit Walter Dirks, Martin Stankowski: Christen für den Sozialismus. Bd. 2: Dokumente. Stuttgart 1975, ISBN 3-17-002289-X.
- mit Gerhard Jankowski: Arthur Rackwitz. Christ und Sozialist zugleich (= Schwarz-Weiß-Reihe. Band 7). Mit einem Geleitwort von Helmut Gollwitzer und einer Laudatio zum 80. Geburtstag Arthur Rackwitz’ von Aurel von Jüchen. Hamburg 1976, ISBN 978-3-88710-848-9.
- mit Fritz Bilz: Das war 'ne heiße Märzenzeit. Revolution im Rheinland 1848/49. Köln 1998, ISBN 3-89438-153-1.
- mit Günther van Norden: Sie schwammen gegen den Strom. Widersetzlichkeit und Verfolgung rheinischer Protestanten im „Dritten Reich“. Köln 2006, ISBN 978-3-7743-0382-9.